# World Top Four femminile
La World Top Four è stata una competizione pallavolistica per squadre nazionali organizzata dalla FIVB e si è svolta con cadenza biennale dal 1988 al 1994.

## Edizioni
| Edizione      | Edizione      | Podio            | Podio            | Podio       |
| Anno          | Organizzatore | Campione         | Seconda          | Terza       |
| ------------- | ------------- | ---------------- | ---------------- | ----------- |
| 1988 Dettagli | Giappone      | Cina             | Unione Sovietica | Perù        |
| 1990 Dettagli | Giappone      | Unione Sovietica | Cina             | Giappone    |
| 1992 Dettagli | Giappone      | Cuba             | Giappone         | Stati Uniti |
| 1994 Dettagli | Giappone      | Cuba             | Brasile          | Russia      |

## Medagliere
| Pos. | Squadra          | 1º posto | 2º posto | 3º posto | Totale |
| ---- | ---------------- | -------- | -------- | -------- | ------ |
| 1    | Cuba             | 2        | -        | -        | 2      |
| 2    | Cina             | 1        | 1        | -        | 2      |
| 3    | Unione Sovietica | 1        | 1        | -        | 2      |
| 3    | Giappone         | -        | 1        | 1        | 2      |
| 5    | Brasile          | -        | 1        | -        | 1      |
| 6    | Perù             | -        | -        | 1        | 1      |
| 6    | Stati Uniti      | -        | -        | 1        | 1      |
| 6    | Russia           | -        | -        | 1        | 1      |